# 唐子来
唐子来（1957年—），汉族，中华人民共和国政治人物、第十一届全国政协委员。
担任同济大学建筑与城市规划学院城市规划系主任、博士生导师。2008年，当选第十一届全国政协委员，代表教育界，分入第四十组。